# Roger I. de Saint-Lary

Roger I. de Saint-Lary

Roger I. de Saint-Lary, Seigneur de Bellegarde (* um 1525; † 20. Dezember 1579 in Saluzzo) war einer der Favoriten des französischen Königs Heinrich III. bei dessen Thronbesteigung 1574.

## Biographie
Roger I. de Saint-Lary ist der Sohn von Perroton (oder Pierre) de Saint-Lary in Comminges, Baron de Bellegarde in der Grafschaft Astarac, und Marguerite d’Orbessan, die er 1522 geheiratet hatte; Marguerite d’Orbessan ist die Tochter von Pierre d’Orbessan und Jeanne de Termes. Er ist der Onkel von Roger II. de Saint-Lary, der einer Favoriten der Könige Heinrich III. und Heinrich IV. war; sie ist die Nichte von Paul de La Barthe, Seigneur de Thermes (ou Termes), Marschall von Frankreich.

### Aufstieg
Roger I. de Saint-Lary war zuerst für eine kirchliche Karriere vorgesehen und erhielt die Tonsur, bevor er Prévôt von Oulx wurde. Als er in Avignon studierte, musste er nach einem Duell mit tödlichem Ausgang die Stadt verlassen. Dies brachte ihn dazu, den geistlichen Stand aufzugeben, um 1553 eine militärische Laufbahn um unter dem Befehl seines Großonkels Paul de la Barthe de Termes auf Korsika anzutreten. 1556 war er Guidon seiner Kompanie. 1557 kämpfte er im Piemont unter dem Kommando von Charles I. de Cossé, comte de Brissac und nahm an den Belagerungen von Valfenera, Cherasco und Fossano teil. Er verbündete sich mit Albert de Gondi, wofür der Marschall de Termes ihm Vorwürfe machte. Nach seiner Rückkehr nach Frankreich nahm er an der Schlacht von Gravelines (13. Juli 1558) und an der Belagerung von Calais teil. Anschließend wurde er zum Leutnant in der Kompanie seines Großonkels befördert. Nach dem Tod des Marschalls von Thermes 1562 erhielt er unter Albert de Gondi die Lieutenance in dessen Kompanie und nahm an der Belagerung von Rouen (1562) teil. Albert de Gondi führte ihn bei Hofe ein und besorgte ihm das Amt des Komturs des Ordens von Calatrava in Frankreich.
Er trat in den Dienst der Königinmutter Caterina de’ Medici ein und begleitete den Hof in die Provence während der großen Rundreise, die im März 1564 begann, und bei der er den Schutz des Kanzlers Michel de L’Hospital sicherstellen musste. 1565 reiste er nach Malta, das von den Osmanen belagert wurde (Belagerung von Malta (1565)). Ab 1567 war er in Italien. Unter Karl IX. war er Oberst, im Februar 1569 wurde er zum Maréchal de camp ernannt. Er diente im Piemont bis zum Frieden von Saint-Germain (1570).

### Seine Ehe
Roger de Saint Lary wurde von seinem Großonkel, den er seit dessen Regierung im Piemont in seinen Feldzügen begleitet hatte, zum Erben eingesetzt. Am 20. August 1565 heiratete er mit Dispens (dank seines Förderers Emanuel Philibert von Savoyen) seine Großtante Margherita di Saluzzo Cardè, Erbin der Markgrafschaft Saluzzo, Witwe des Marschall de Thermes, von der er eine Tochter (verheiratet in die Familie de Las) und einen Sohn, César de Saint-Lary (gefallen in der Schlacht von Coutras 1587 im Alter von 25 Jahren) bekam. Brantôme suggeriert, das Margherita bei ihrer Wiederverheiratung 1562 bereits mit dem Sohn schwanger war. Der Dispens wird allerdings erst drei Jahre später eintreffen.
Seltsamerweise hatte Roger de Saint Lary die Frau seines Großonkels zu dessen Lebzeiten geliebt, aber sobald er sie geheiratet hatte, behandelte er sie sehr schlecht, sehr zum Entzücken des Hofes. De Thou erzählt in seinen Memoiren: „Die Leidenschaft, die seine neue Frau in seinem Herzen entfacht hatte, ließ nach, sobald er sich in ihrem Besitz sah; er verachtete sie, sobald sie seine Frau geworden war, und trat in einen neuen Handel ein, der ihm keine Ehre mehr machte ...“. Auch Brantôme berichtet über die Misshandlung Margheritas durch Bellegarde: „Er hat seine Frau nicht allzu gut behandelt, um das Sprichwort anzuwenden: die Liebe und die Ehen, die durch Techtelmechtel gemacht werden, enden in Haselnüssen.“

### Die Gunst Heinrichs III.
Er wurde der Freund der Herzogs von Anjou und begleitete ihn bei der Belagerung von La Rochelle (1573), wo er sich auszeichnete, aber auch verwundet wurde. Als der Herzog von Anjou zum König von Polen gewählt worden war, begleitete er ihn dorthin ebenfalls.
Er wurde zum Liebling des Königs sehr zur Unzufriedenheit der anderen Höflinge. Am 6. September 1574 wurde er zum Marschall von Frankreich à titre surnuméraire (d. h. überzähligen, da es bereits zwei Marschälle gab) ernannt, was seine Zeitgenossen in Erstaunen versetzte. Zudem war er Mitglied des Conseil privé du Roi sowie Gentilhomme ordinaire de la Chambre du Roi.
Als Vertrauter des Herzogs von Savoyen konnte er den König davon überzeugen, die piemontesischen Festungen, die Frankreich besetzt hielt, zurückzugeben, was der bisherigen Politik der Königinmutter Caterina de’ Medici zuwiderlief. Von allen Seiten abgelehnt, verlor er Ende des Jahres die Gunst des Königs. Er wurde vom Hof entfernt und in der Dauphiné eingesetzt, wo er an der Wiedereroberung von protestantisch dominierten Orten teilnimmt, aber vor Livron scheitert.

### Vertreibung und Verrat
Die Königinmutter, die seinem Einfluss auf den König misstraute, ließ ihn 1575 zum französischen Botschafter im Königreich Polen ernennen. Saint-Lary aber weigerte sich, das Amt anzutreten, und floh unter dem Vorwand schlechter Gesundheit zu Emanuel Philibert von Savoyen.
Nach seiner Rückkehr nach Frankreich erhielt er 1577 das Armeekommando im Languedoc gemeinsam mit Henri I. de Montmorency, dem Maréchal de Damville. Sie bekämpften auch hier die Protestanten und belagerten Nîmes. Die beiden Männer gerieten allerdings schnell aneinander, woraufhin Saint-Lary sich Lesdiguières und den Protestanten in der Dauphiné annäherte. Es wird behauptet, dass Bellegarde derjenige war, der den Befehl gab, Jean de Fons, Siegelbewahrer im Présidial de Nîmes, mit Pistolen in dessen Haus in Beaucaire ermorden zu lassen (13. Januar 1578), weil er sich in Louise Dandron (oder d’Andron) verliebt hatte, mit der Jean de Fons verheiratet war. Ebenfalls 1578 wurde er zum Ritter des Ordens vom Heiligen Geist ernannt.
Der König hatte ihm das Gouvernement von Saluzzo versprochen, bevor Saint-Lary sich zugunsten von Charles de Birague, dem Vetter des gleichnamigen Kanzlers, zurückzog. Nach dem Tod von Marschall François de Montmorency 1579 kam Bellegarde zu der Einsicht, dass er den Titel des französischen Marschalls (der in diesem Jahr Jacques II. de Goÿon de Matignon verliehen wurde) nicht endgültig erhalten werde – er sah sich vom König für seine Treue schlecht belohnt und beschloss daraufhin, mit Hilfe des Herzogs von Savoyen und Lesdiguières Saluzzo einzunehmen. Er rekrutiert eine Armee in der Dauphiné und ihm gelang die Operation im Juni 1579. Die Königinmutter reiste daraufhin in die Dauphiné, um von Bellegarde den Rückzug aus Saluzzo zu erhalten, indem sie sich der Vermittlung von Lesdiguières, dann des Herzogs von Savoyen, bediente. Sie trafen sich am 17. Oktober in Montluel. Caterina de’ Medici erhielt von Bellegarde eine Treueerklärung gegenüber dem König gegen die Regierung Saluzzos. Um die Befriedung der Dauphiné zu erreichen, musste der König dies akzeptieren.
Roger de Saint-Lary starb im Dezember 1579, vergiftet, wie man glaubt, von Caterine de’ Medici. Die Aufnahme in den Orden vom Heiligen Geist war zu diesem Zeitpunkt noch nicht erfolgt.